# Domingo Tibaduiza
Domingo Tibaduiza Reyes (Gameza, Boyacá, 22 de novembro de 1949) é um atleta colombiano de longa-distância, que representou o seu país em quatro edições consecutivas dos Jogos Olímpicos, em diferentes eventos: 10000 metros em 1972, 1976, 1980 e 1984, 5000 metros em 1976 e a maratona masculina em 1980 e 1984.
Tibaduiza é o atual recordista colombiano de 5000 m, 10000 m e 20000 m.
Viveu cerca de 30 anos da sua vida em Reno (Nevada), nos Estados Unidos, onde nasceram três dos seus quatro filhos. Aí deu aulas de educação física no Liceu de Galena, onde também foi técnico da equipe de atletismo que incluía todos os seus filhos. Depois de uma passagem de nove meses pela Alemanha, regressou ao seu país de origem para participar no treino de atletas de élite.